# Kraaijvanger Architects
Kraaijvanger Architects is een Nederlands bureau voor architectuur, stadsontwerp en interieurontwerp. De hoofdvestiging bevindt zich in Rotterdam op de Blaak 40, het gebouw van de voormalig Amsterdamsche Bank.
Kraaijvanger Architects werkt met zo'n zestig mensen aan grote en kleine projecten op het gebied van ruimtelijke ordening, stadsvernieuwing, architectuur, landschapsinrichting en interieurontwerp. Dit bureau is opgericht als Kraaijvanger Architekten door de gebroeders Herman en Evert Kraaijvanger in 1927 in Rotterdam.

## Historie, Wederopbouwarchitectuur

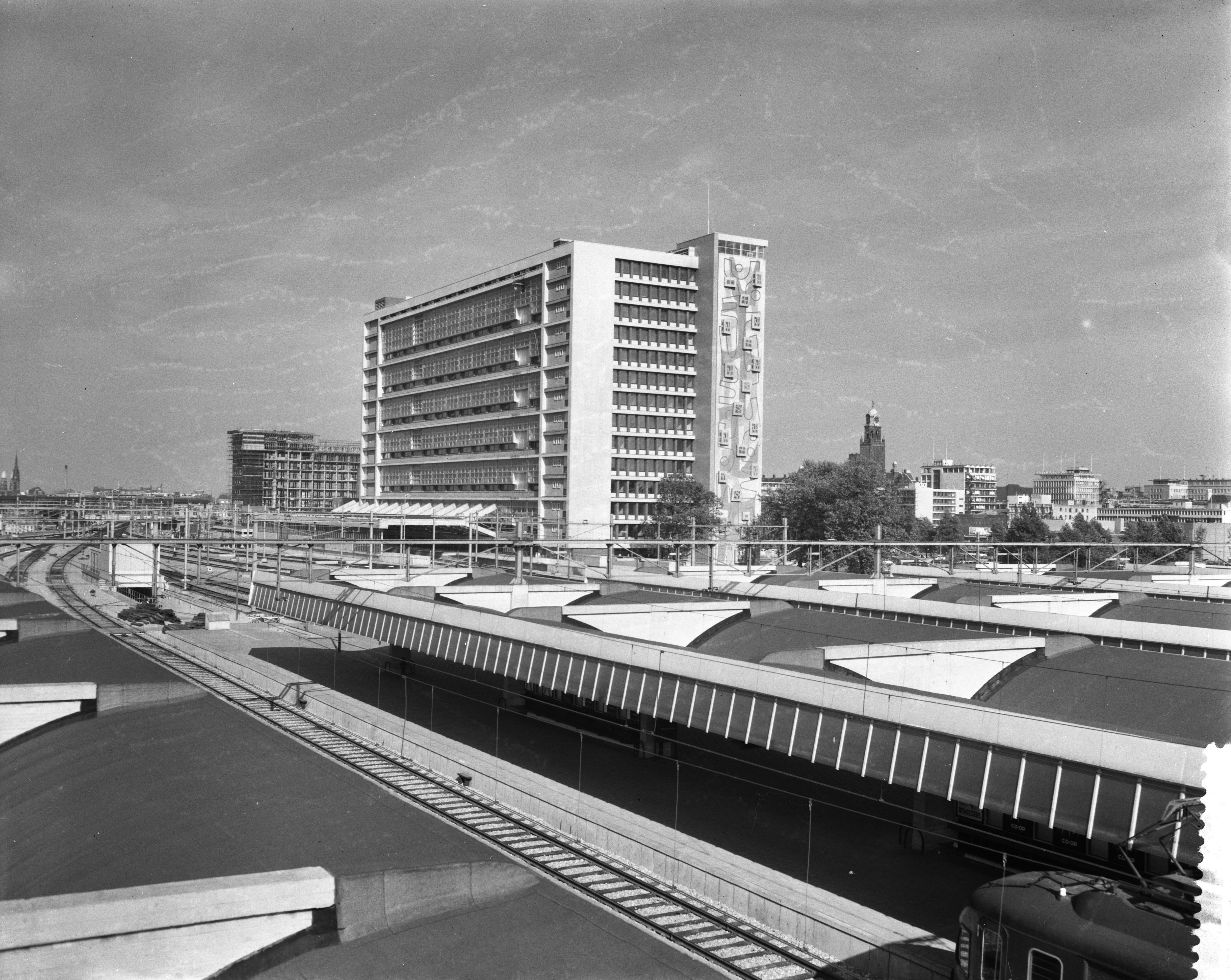
Stationspostgebouw te R'dam, 1959

De gebroeders Kraaijvanger waren actief betrokken bij de Wederopbouw in Rotterdam. Zij ontwierpen onder meer nieuwe winkels aan de Hoogstraat en tevens:
- 1947-49: woningen en winkels aan de Beneden Oostzeedijk in Rotterdam (H.M. Kraaijvanger)
- 1950: de voormalige Amsterdamsche Bank aan de Blaak (H.M. en E.H.A. Kraaijvanger), sinds 2010 een Wederopbouwmonument
- 1951-54: het Holbeinhuis aan de Coolsingel (H.M. en E.H.A. Kraaijvanger)
- 1955-59: het voormalige Stationspostgebouw, thans Central Post (E.H.A. Kraaijvanger)
- 1960: de nieuwe Steigerkerk aan het Hang (H.M. en E.H.A. Kraaijvanger)
- 1964: de RVS-flats aan de Maasboulevard (H.M. Kraaijvanger)
- 1966: concert- en congresgebouw De Doelen (H.M. Kraaijvanger en R. Fledderus)
- 1972: het stadhuis van Tilburg (H.M. Kraaijvanger)

## Latere projecten
Latere projecten zijn de renovatie van het Provinciehuis van Overijssel (2006) en de uitbreiding en renovatie van het Dordrechts Museum (2010), beide uitgevoerd door Dirk Jan Postel. 
Het Arte College, een middelbare school voor 850 leerlingen in Almere, won de publieksprijs 'Architectuurprijs Almere 2010'. Verantwoordelijk architect Hans Goverde was daarna verantwoordelijk voor het Cultuurgebouw (2011) in Hoofddorp en het Stadskantoor Venlo. Het laatste is een van de eerste gebouwen dat geheel volgens de duurzaamheidsfilosofie Cradle to Cradle ontworpen is. In 2021 is hier een circulair woongebouw tegen aangebouwd. 
Eind 2011 werd de Rabotoren te Utrecht opgeleverd. Daarna heeft het bureau het ontwerp voor het Stadhuis van Almelo (2011/2015) en voor het Stadskantoor Utrecht gemaakt. In 2016 is Museum Voorlinden in Wassenaar opgeleverd, en won daarmee The Dutch Daylight Awards in 2018.
Kraaijvanger Architects is sinds 2016 tot heden supervisor van masterplan Hart van Zuid in Rotterdam. Binnen deze grootste stedelijke transformatie van Nederland van dit moment is Kraaijvanger eveneens verantwoordelijk voor het ontwerp van onder andere het onlangs opgeleverde Zwemcentrum Rotterdam (2017), het OV-Knooppunt en Rotterdam Ahoy (2021).
In 2022 heeft Kraaijvanger het vernieuwde en toekomstbestendig interieur ontworpen voor het Stationspostgebouw in Den Haag in opdracht van PostNL.  Kraaijvanger is verantwoordelijk voor de verduurzaming en renovatie van het in 2022 opgeleverde Provinciehuis Zuid Holland.

## Bureaunamen
Het bureau werd in de jaren zeventig onder de naam Kraaijvanger Architecten voortgezet door Hermans zoon Ben Kraaijvanger, die in 1992 terugtrad. Rob Ligtvoet, Dirk Jan Postel en stedenbouwkundige Donald Lambert vormden toen Kraaijvanger Urbis. 
Het bureau was toen gevestigd in een van de verbouwde voormalige snelfiltergebouwen op het drinkwaterleidingterrein in wijk De Esch aan de Nieuwe Maas. In 2012 werd de naam veranderd in Kraaijvanger Architects. Donald Lambert ging in 2007 zelfstandig verder met stedenbouwkundig bureau Urbis.

## Directie
Dirk Jan Postel is sinds 1988 werkzaam bij Kraaijvanger en sinds 1992 directielid (partner).
Hans Goverde is medewerker sinds 1995 en partner sinds 2001. Rob Ligtvoet, ontwerper van onder meer de Haagse Poort, had een adviserende functie binnen de organisatie maar trok zich eind 2011 geheel terug. 
Begin 2010 zijn Vincent van der Meulen (architectuur) en Daniela Schelle (interieurarchitectuur) als associate partners tot de directie toegetreden.  Architect Annemiek Bleumink werd begin 2012 benoemd tot associate partner. In 2014 heeft Annemiek Bleumink het partnerschap bij Kraaijvanger verlaten. Vincent van der Meulen is in 2014 toegetreden als  partner. In 2019 heeft Daniela Schelle afscheid genomen van Kraaijvanger Architects. 
Sinds september 2018 zijn Bas Niese en David Hess als partner aangetreden bij Kraaijvanger Architects. Dirk Jan Postel trad per 1 april 2022 terug uit de directie maar blijft als architect betrokken bij het bureau. Chantal Vos is met ingang van dezelfde datum benoemd tot associate partner. Daarmee bestaat het bestuur sinds 1 April 2022 uit partners Bas Niese, David Hess, Hans Goverde en Vincent van der Meulen, en associate partners Chantal Vos, Rinske Wikkerink en Wouter IJssel de Schepper.  